# 樋口あかり
樋口 あかり（ひぐち あかり、1976年5月8日 - ）は、日本の女性声優。フリー。三重県出身。東京都在住。本名は樋口 暁里。

## 来歴
1999年、勝田声優学院に入学（第18期生）。2000年、勝田声優学院を中退。
2002年、俳協ボイスアクターズスタジオ入学（第21期生）。2003年、俳協ボイスアクターズスタジオを卒業。卒業と同時に東京俳優生活協同組合に所属。
2008年4月1日より、東京俳優生活協同組合からアクロスエンタテインメントに移籍。
2011年2月28日、声優廃業を決意しアクロスエンタテインメントを退所。直後にドラマ『コバート・アフェア』主演の吹替に抜擢され、以降はフリーで活動している。

## 人物
幼少期より吹き替え映画やアニメに慣れ親しみがあり、自然と声優を目指すようになる。
勝田声優学院は卒業せずに中退している。樋口は学院長である勝田久が才能を惜しんで退学を引き留めようとしたほどの逸材であったが、後にブームとなる所謂「萌え」についての演技教育がどうしても受け入れられず、勝田にはかなり懇意にしてもらったものの、結果的に中退し、俳協ボイスアクターズスタジオに入学し直す道を選んでいる。樋口は俳協ボイスアクターズスタジオは勝田声優学院とは正反対の教育方針であったと述懐している。
幼児から高齢者までを豊かな声色・声質と表現で演じ分け、『地球ドラマチック』（NHK Eテレ）には多くの回で複数役を受け持ちコンスタントに十年以上出演している。2010年代末からは新進声優や声優志望者への進路相談、スタジオの録音体験を通じたアドバイザー業務にも乗り出した。

## 出演
太字はメインキャラクター。

### テレビアニメ
2003年
- フルメタル・パニック? ふもっふ（中学生B）

2004年
- 火の鳥（子供、赤ん坊）
- マリア様がみてる（佐々木、校内放送） - 2シリーズ

2005年
- 巌窟王（メイド1）
- 地獄少女（2005年 - 2017年、岩下の母親、看護婦） - 3シリーズ
- ふしぎ星の☆ふたご姫（メイド、女性客）
- BLOOD+（香里の母、ガイド）
- 舞-乙HiME（子供、女官）
- まじめにふまじめ かいけつゾロリ（2005年 - 2006年、モオリン、母、娘A、カバの男の子、ディーラー 他）
- LOVELESS（女子高生）

2006年
- ゼロの使い魔（2006年 - 2012年、ジェシカ、女子生徒、銃士隊、ティファニアの母） - 4シリーズ
- タクティカルロア（アナウンス、恵美アイナ、虹浦鈴音）
- xxxHOLiC（通行人）
- マージナルプリンス〜月桂樹の王子達〜（レポーター）
- REC（少女の母親、ビデオの声）

2007年
- 恋する天使アンジェリーク〜かがやきの明日〜（子供）

2008年
- 夏目友人帳（2008年 - 2024年、瓜姫） - 5シリーズ

2009年
- ねぎぼうずのあさたろう（パプリカ・ムクレール三世）

2011年
- ペルソナ4

2012年
- 薄桜鬼 黎明録（小寅）

2018年
- メガロボクス（2018年 - 2021年、朝本部長） - 2シリーズ

2022年
- 王様ランキング（アン）

### 劇場アニメ
- スチームボーイ（2004年）
- 劇場版 夏目友人帳 〜うつせみに結ぶ〜（2018年、瓜姫）
- エルマーのぼうけん（2022年、デラ・エレベーター）

### OVA
- サクラ大戦 ル・ヌーヴォー・巴里（2004年、子供たち）
- 鴉 -KARAS-（2005年、女醫）
- ハチミツとクローバー（2005年、女子B）

### ゲーム
2005年
- ドラゴンフォース

2006年
- 天誅 DARK SHADOW（志津姫、くノ一）

2007年
- BINGO PARTY PIRATES（ナオミ）

2009年
- 新宿の狼（甲本奈緒美）
- ヒイロノカケラ 新玉依姫伝承（鴉取千尋）
- ワンド オブ フォーチュン（ヴァローナ）

2010年
- ヒイロノカケラ 新玉依姫伝承 ポータブル（鴉取千尋）
- ワンド オブ フォーチュン ポータブル（ヴァローナ）
- ワンド オブ フォーチュン 〜未来へのプロローグ〜（ヴァローナ）
- ワンド オブ フォーチュン 〜未来へのプロローグ〜 ポータブル（ヴァローナ）

2011年
- ヒイロノカケラ 新玉依姫伝承 ―Piece of Future―（鴉取千尋）
- ワンド オブ フォーチュン2 〜時空に沈む黙示録〜（クレーネ）

2012年
- POSTAL 3
- ワンド オブ フォーチュン2 FD 〜君に捧げるエピローグ〜（リアン、ヴァローナ）

2016年
- ユバの徽（カーニャ）
- ライフ イズ ストレンジ（ビクトリア・チェイス、アリッサ・アンダーソン）

2017年
- 御城プロジェクト:RE（津城）
- バイオハザード7 レジデントイービル（ミア・ウィンターズ）

2018年
- ライフ イズ ストレンジ ビフォア ザ ストーム（ビクトリア・チェイス）

2019年
- ドラゴンクエストXI 過ぎ去りし時を求めて S

2021年
- バイオハザード ヴィレッジ（ミア・ウィンターズ）
- ファミコン探偵倶楽部 うしろに立つ少女（小島秋江）
- Gate of Nightmares（バルチェリオ）

2022年
- hololive ERROR（女学生の霊、美術準備室の霊）

2023年
- ファイナルファンタジーXVI（ベネディクタ・ハーマン）
- STAR OCEAN THE SECOND STORY R

2025年
- みんなのGOLF WORLD（ソニア）

### ドラマCD
- アニメ店長VS店長候補生 バージョンA 兄沢、愛の暴走!編（B店長）
- 陽炎ノスタルジア -新章-（馗童の弟）
- 家族計画〜邂逅〜（女性）
- ワンド オブ フォーチュン2 FD 〜君に捧げるエピローグ〜 ドラマCD「7つの時空でパパといっしょ!」（リアン）[16]

### 吹き替え
ゴルシフテ・ファラハニ
- エルマーのぼうけん（デラ・エレベーター）
- タイラー・レイク -命の奪還-（ニック・カーン）
  - タイラー・レイク -命の奪還-2

#### 映画
- アート・オブ・デビル
- アドレナリン
- アフター（キャロル・ヤング〈セルマ・ブレア〉）
- ウィッチマウンテン/地図から消された山（サラ〈アナソフィア・ロブ〉）
- オキシジェン
- オリバー・ツイスト
- オン・ザ・ハイウェイ その夜、86分（ベサン、エディ）
- クラッシュ
- グランドピアノ 狙われた黒鍵（エマ・セルズニック〈ケリー・ビシェ〉）
- グローリー・ロード
- 結婚式の後で（ユリ〈イェ・ジウォン〉）
- コモドVSキングコブラ
- ザ・インターネット2
- ザ・クローン
- ザ・ゲーム 赤裸々な宴（マリー〈ベレニス・ベジョ〉）※Netflix配信
- ザ・コール 緊急通報指令室（ブルック〈ジェナ・ラミア〉）
- ザ・ハント（クリスタル〈ベティ・ギルピン〉）
- シニアイヤー（ティファニー）
- シビル・ウォー/キャプテン・アメリカ
- 13日の金曜日（ホイットニー〈アマンダ・リゲッティ〉）
- シン・シティ
- セプテンバー5（マリアンネ・ゲバルト〈レオニー・ベネシュ〉）
- ターミネーター2018（エスペランサ）
- TATARI/タタリ 呪いの館（ミシェル）
- 沈黙の報復（アリス・パーク〈カーメン・セラーノ〉）
- デス・リベンジ（ミュリエラ〈リーリー・ソビエスキー〉）
- ドラゴン・プロジェクト
- トランスフォーマー/最後の騎士王（ヴィヴィアン・ウェンブリー〈ローラ・ハドック〉）
- トワイライトシリーズ（ロザリー・ヘイル〈ニッキー・リード〉）
  - トワイライト〜初恋〜 ※ソフト版
  - ニュームーン/トワイライト・サーガ ※ソフト版
  - エクリプス/トワイライト・サーガ
  - トワイライト・サーガ/ブレイキング・ドーン Part1
- バイオハザードV リトリビューション（アンブレラ社のコンピュータ音声）※テレビ朝日版
- バッド・バディ! 私と彼の暗殺デート（マーサ〈アナ・ケンドリック〉）
- パリより愛をこめて（キャロリン〈カシア・スムトゥニアク〉）
- ビッグママ・ハウス2（リリアナ・モラレス〈マリソル・ニコルズ〉）
- 秘密のミラクル・マジシャン（ゾーイ）
- プールサイド・デイズ（ケイトリン〈マーヤ・ルドルフ〉）
- ファイヤーウォール（ウェンディ〈ジェニファー・キッチン〉、銀行員〈ブレンダ・クリチロウ〉）※ソフト版
- ブラック・ハッカー（ジル・ゴダード〈サーシャ・グレイ〉）
- ブラッドレインII（レイン〈ナターシャ・マルテ〉）
- プリティ・ヘレン
- ブルーに生まれついて（ジェーン / エレイン〈カルメン・イジョゴ〉）
- ホット・ファズ -俺たちスーパーポリスメン!-（イヴ・ドレイパー〈ルーシー・パンチ〉、ジャニーン〈ケイト・ブランシェット〉）
- ボーン・アイデンティティー ※フジテレビ版
- マンデラ 自由への長い道（ウィニー・マンデラ〈ナオミ・ハリス〉）
- ラスト・ブラッド（アリス〈アリソン・ミラー〉）

#### ドラマ
- iCarly（ミッシー）
- アストリッドとラファエル2 文書係の事件録 #5（フルール・ドゥロルム）
- イ・サン（嬪宮〈ピングン〉 / ヒョイ王后〈孝懿王后〉〈パク・ウネ〉）
- イニョプの道（イニョプ〈チョン・ユミ〉）
- インスティンクト -異常犯罪捜査-（エリザベス・ニーダム〈ボヤナ・ノヴァコヴィッチ〉）
- エージェント・カーター シーズン2（ホイットニー・フロスト〈ウィン・エヴェレット〉）
- キムチ 〜不朽の名作〜（ファン・グミ〈パク・ソニョン〉）
- ギルモア・ガールズ
- グッド・ドクター 名医の条件 シーズン3
- クワンティコ/FBIアカデミーの真実（サーシャ・バリノフ〈カロリーナ・ワイドラ〉）
- 刑事ルーサー（ゾーイ・ルーサー〈インディラ・ヴァルマ〉[18]）
- 刑事フォイル シーズン2 #2（コニー・デューアー〈リサ・ケイ〉）
- コールドケース（クリスティーナ・ラッシュ〈ニッキー・エイコックス〉）
- コバート・アフェア CIA諜報員アニー（アニー・ウォーカー〈パイパー・ペラーボ〉）
- The Sinner -隠された理由-:ジュリアン（ヘザー・ノヴァック〈ナタリー・ポール〉[19]）
- ザ・ファーム 法律事務所 #21-22（オリヴィア・ダンビル〈メイコ・ヌウェン〉）
- ザ・ミッシング〜囚われた少女〜（英語版）（イヴ・ストーン〈ローラ・フレイザー〉）
- ザ・ループ TALES FROM THE LOOP（ロレッタ〈レベッカ・ホール〉）
- CSI:シリーズ　※各回とも複数役を担当。
  - マイアミ編 シーズン4 #07 および ニューヨーク編 シーズン2 #07 （アレクサ・エンデコット〈ペイトン・リスト〉、アダム・ジョンソン〈ダマーニ・ロバーツ〉）
  - マイアミ編　シーズン5 #03、シーズン7#10ほか
  - ニューヨーク編　シーズン1 #18、シーズン2 #03, #10, #19、シーズン3 #07ほか
- 親愛なる白人様（サマンサ・ホワイト〈ローガン・ブラウニング〉）
- 神鵰侠侶（洪凌波）
- SUPERGIRL/スーパーガール（アレックス・ダンバース〈カイラー・リー〉）
- SHERLOCK（シャーロック）（ジャニーン・ドンレヴィー〈ヤズミン・アクラム〉）
- スーパーナチュラル シーズン3（ルビー〈ケイティ・キャシディ〉）
- ストレイン 沈黙のエクリプス（ノーラ・マルティネス〈ミア・マエストロ〉）
- セリング・サンセット 〜ハリウッド、夢の豪華物件〜（マヤ）
- 太王四神記（カクタン）
- ディフェンダーズ 闘う弁護士（リサ・タイラー〈ジャーニー・スモレット〉）
- デカメロン（リチースカ〈ターニャ・レイノルズ〉）
- ドクター・フー（カトリーヌ〈エンジェル・コールビー〉）※#171「暖炉の少女」
- ナイトライダー（“スティービー”ステファニー・メーソン〈キャサリン・ヒックランド〉）
  - シーズン1 #18「危機一髪! ナイト2000 窮地の女性を救え!」※ソフト用新録版
- 馬医（明聖王妃）
- バーン・ノーティス 元スパイの逆襲（ルーシー〈チャイナ・チョウ〉）
- HAWAII FIVE-0
  - シーズン1 #22（アラナ〈セリンダ・スワン〉）
  - シーズン2 #2-16（ロリ・ウェストン〈ローレン・ジャーマン〉[20]）
- 病院船〜ずっと君のそばに〜（ソン・ウンジェ〈ハ・ジウォン〉）※テレビ東京版。他にも複数役兼任。
- ホワイトカラー（サラ・エリス〈ヒラリー・バートン〉）
- ホワイトハウス・ファームの惨劇 〜バンバー一家殺人事件〜（アン・イートン〈ジェマ・ウィーラン〉[21]）
- ミストレス 〜溺れる女たち〜（エイプリル・マロイ〈ロシェル・エイツ〉）
- メンタリスト（ローレライ・マーティンズ〈エマニュエル・シュリーキー〉）
- リゾーリ&アイルズ2（エマ・ダンバー）
- レイジング・ディオン（キャット〈ジャズミン・サイモン〉）
- レクイエム:マチルダ・グレイの秘密（トゥルーディ・フランケン〈シャーン・リース＝ウィリアムズ〉）
- レジデント・エイリアン 〜宇宙からの訪問者〜（アスタ〈サラ・トムコ〉[22]）
- 私はラブ・リーガル2（バー検事）

#### アニメ
- コアラ・キッド（ミランダ）
- 放課後エージェント!オーサム
- 春のメリー（レオン）
- ホワット・イフ...?（ブラック・ウィドウ / ナターシャ・ロマノフ[23]）

### その他コンテンツ
- 地球ドラマチック（声の出演）※特に明記しない場合複数の登場人物役を兼ねている。
  - 「ツタンカーメンDNA大解析」
  - 「エトワールをめざして〜オペラ座バレエ学校の子どもたち」
  - 「オーロラの神秘〜人々を魅了する輝き〜」
  - 「名探偵シャーロックは今も生きている!?」
  - 「神秘の天体 月〜神話から科学まで〜」
  - 「スローライフで結ぶ家族の絆」
  - 「イギリス恐竜図鑑」全2回（エリー・ハリソン）
  - 「パパ・サバイバル〜ママのいない5日間〜」（リア）
  - 「野生へ!動物の赤ちゃん成長記」全3回
  - 「幸せ運ぶ蒸気機関車〜中国・四川省 小さな鉄道と村人たち〜」
  - 「洞窟に眠る新種の人類」
  - 「赤ちゃんがやってくる!〜お兄ちゃんお姉ちゃんになるとき〜」
  - 「花はどこから来るのか?〜驚きのハイテク産業〜」
  - 「イヌvs.ネコ ペット徹底対決!」（エリザベス・“リズ”・ボニン）
  - 「海辺のフォックスホテル〜ちょっと特別な若者たちの日々〜」
  - 「世界の果ての通学路〜ルーマニア ペルー フィリピン〜」
  - 「ちょっと特別な僕らの就活日記」
  - 「賢者が伝授!人生のレシピ」
  - 「泳げ!ハンマーヘッズ〜ちょっと特別な僕らの水泳部〜」
  - 「世界ビックリハウスめぐり2」
  - 「ウミガメ・ビーチ 神秘の産卵」
  - 「80歳、4歳児と友だちになる!?」
  - 「パパと僕のスペシャル・ライフ!〜ジャコ11歳の旅立ち〜」
  - 「ファンタジーの世界〜魔法の王国の秘密〜」
  - 「大人になったらやりたいこと〜チョコレート店でお仕事体験〜」
  - 「夜の博物館へようこそ!〜子どもたちの特別授業〜」
  - 「クレオパトラ 古代エジプト女王の素顔」
  - 「小さなバイオリニストたち〜弦が奏でる未来への輝き〜」
  - 「動物たちの秘めたるパワー スピード編」
  - 「タイタニックはなぜ沈んだのか?〜悲劇につながった10のミス〜」
  - 「古代エジプト 屈折ピラミッドの謎」
  - 「火星探査車パーシビアランス 生命の痕跡を探せ！」
  - 「ノガンを絶滅させない!〜守り人たちの挑戦〜」
  - 「地球"冷却化"作戦!」
  - 「メルバママと130人の子どもたち」
  - 「脳が見せるマジックの秘密」
  - 「クリスマスを“飾る”〜イギリス 職人たちの舞台裏〜」
- BS世界のドキュメンタリー
  - 「ホットコーヒー裁判の真相 〜アメリカの司法制度〜」
  - 「暴かれる王国 サウジアラビア」（ナレーション）
  - 「不老不死を追いかける男たち」（ナレーション）
  - 「ずっと遊ぼう 息子よ」（エイミー）
  - 「ダウン症のない世界?」（サリー・フィリップス）
  - 「ミッシェルの夢」（ミッシェル・スミス）
  - 「高みへ舞う」
  - 「南極基地のお引っ越し」（ナレーション）
  - 「ハリーとメーガン」（ナレーション）
  - 「赤ちゃん嫌いの私」（サビーナ・ブレナン）
  - 「戦車の時代がやってきた」（ナレーション）
  - 「シュガーベイビー」（ヴォーグ・ウィリアムズ）
  - 「北朝鮮"39号室"追跡 地下資本主義の錬金術」（ナレーション）
  - 「トランプ対バイデン〜2020年 アメリカの選択〜」
  - 「ロックダウン下の野生動物たち」
  - 「ワグネル 影のロシア傭兵部隊」（ナレーション）
  - 「ゴースト オブ オイル 廃坑井（はいこうせい）が危ない」（ナレーション）
  - 「リチウムを獲得せよ 欧州エネルギー安全保障と新秩序」
  - 「マリウポリ 戦禍の市民たち」
  - 「音楽は脳に効く!?〜スーパーパワーに科学が迫る」
- モーガン・フリーマン 時空を超えて（声の出演）※NHK放送版
  - 「第六感は存在するのか?」
  - 「"無"とは何か?」
  - 「影の宇宙は存在するのか?」
- BBC地球伝説
  - 「レオナルド・ダ・ヴィンチ　よみがえる幻の名画」(フィオナ・ブルース)
  - 「宇宙をめぐる地球 -その秘密に迫る-」（ケイト・ハンブル）
- BS1スペシャル
  - 「ダビンチ 幻の肖像画」（ナレーション）
- 奇跡の星（メイ・ジェミソン）※兼任あり
- 世界の果てで潜ってミステリー：ザトウクジラの巻（ナタリア・デラビアンカ）※Eテレ「日本賞2019」で放送。兼任あり。
- ボディーコーチ〜ジョーの変身メソッド〜（ナレーション）
- IPPONグランプリ（ドラムロール大喜利　ナレーション）
- ブリティッシュ ベイクオフ（メル・ギェドロイツ、ゲスト解説者、第3期は予告ナレーションも兼任）※NHK版
- オーディオブック「幸せをつかむ“気づき”の恋愛心理学」（渋谷昌三・著 / Audiobook.jp, Audible=Amazonなどで配信）

### シリーズ一覧
1. ↑  第1期（2004年）、第2期『〜春〜』（2004年）
2. ↑  第1期（2005年）、第2期『二籠』（2007年）、第4期『宵伽』（2017年）
3. ↑  第1期（2006年）、第2期『〜双月の騎士〜』（2007年）、第3期『〜三美姫の輪舞〜』（2008年）、第4期『F』（2012年）
4. ↑  第1期（2008年）、第4期『肆』（2012年）、第5期『伍』（2016年）、第6期『陸』（2017年）、第7期『漆』（2024年）
5. ↑  第1期（2018年）、第2期『NOMAD メガロボクス２』（2021年）